# Пол Міллер (актор)
Пол Міллер (англ. Paul Miller, нар. 30 жовтня 1960) — канадський актор, найбільш відомий по ролі Коннора Дойла у серіалі Псі -Фактор.
Міллер закінчив Національну театральну школу в Монреалі в 1987 році.

## Часткова фільмографія
- 1989: Friday the 13th: The Series
- 1993: Romeo &amp; Juliet
- 1995: Kissinger and Nixon
- 1996: Traders
- 1996—2000: Psi Factor (Television Series, Season 1 and Season 4)
- 1998: Execution of Justice
- 1999: Мисливці за старовиною
- 2000: Mega Man Legends 2
- 2000: Bait
- 2000: Custody of the Heart
- 2004: H²O
- 2006: Degrassi: The Next Generation
- 2010: The Good Witch's Gift
- 2011: The Good Witch's Family
- 2015–16: Good Witch (TV series, 2 episodes)